# Mateo Booz
Miguel Ángel Correa, conocido como Mateo Booz (Rosario; 7 de agosto de 1881-16 de mayo de 1943), fue un escritor y periodista argentino. Trabajó en  La República, el diario fundado por Lisandro de la Torre y en el que Florencio Sánchez fue secretario de redacción y, más adelante, director. Se mudó a la ciudad de  Santa Fe, donde continuó ejerciendo el periodismo, ocupó cargos públicos y desarrolló su extensa obra literaria.

## Biografía
Estudió en el Colegio Nacional de Rosario hasta que decidió abandonar el secundario y dedicarse al comercio como vendedor de telas. A la vez, se inició en el periodismo en el diario El siglo y la revista Caras y Caretas le publicó un cuento que le sirvió para que su amigo Florencio Sánchez, en ese entonces, director de La República le ofreciera trabajo. 
En 1911, se radicó en la ciudad de Santa Fe, para ocupar cargos públicos provinciales e ingresó al diario La Nueva Época, dirigido por Gustavo Martínez Zuviría, que se haría famoso con el seudónimo Hugo Wast, que lo alentó para que escribiera relatos cortos. En 1919, publicó dos novelas: La reparación y El agua de la cisterna. Un año después, dejó el periodismo para dedicarse a la narrativa y la dramaturgia.
Los cargos públicos que ocupó fueron: la subsecretaría del Ministerio de Gobierno (1933), la presidencia del Consejo de Educación (1933-34) y la dirección del Archivo de los Tribunales y de la Biblioteca y del Archivo Histórico (1936).

## Obra
Mateo Booz escribió novelas, poemas, cuentos y obras teatrales. Pero, fundamentalmente, fue un destacado cuentista. Su libro más trascendente es Santa Fe, mi país, en el que se encuentra el cuento "Los inundados", que fue adaptado por Fernando Birri para la película que lleva el mismo nombre, estrenada en 1962.
Entre la abundante cantidad de obras que escribió, las de mayor relevancia son: La mariposa quemada, EL tropel, Aleluyas del 
brigadier, Aquella noche de Corpus, La ciudad cambió de voz y Gente del litoral.

## Legado
Uno de los teatros-escuela más importantes de Rosario lleva su nombre: el Teatro Mateo Booz. Allí se enseñan distintos tipos de danza y actuación escénica a adultos y niños, además  de presentar importantes obras de teatro y de danza. También se presentan monólogos, stand up y obras infantiles.